# Whitby Town FC
Whitby Town FC (celým názvem: Whitby Town Football Club) je anglický fotbalový klub, který sídlí ve městě Whitby v nemetropolitním hrabství North Yorkshire. Založen byl v roce 1880 pod názvem Streaneshalch FC. Od sezóny 1998/99 hraje v Northern Premier League Premier Division (7. nejvyšší soutěž). Klubové barvy jsou modrá, bílá a červená.
Své domácí zápasy odehrává na stadionu Turnbull Ground s kapacitou 3 500 diváků.

## Historické názvy
Zdroj: 
- 1880 – Streaneshalch FC (Streaneshalch Football Club)
- 1881 – Whitby Church Temperance FC (Whitby Church Temperance Football Club)
- 1882 – Whitby FC (Whitby Football Club)
- 1926 – Whitby United FC (Whitby United Football Club)
- 1945 – Whitby Town FC (Whitby Town Football Club)

## Získané trofeje
- FA Vase ( 1× )
  - 1996/97
- North Riding Senior Cup ( 6× )
  - 1964/65, 1967/68, 1982/83, 1989/90, 2004/05, 2016/17

## Úspěchy v domácích pohárech
Zdroj: 
- FA Cup
  - 2. kolo: 1983/84, 1985/86
- FA Amateur Cup
  - Finále: 1964/65
- FA Trophy
  - Čtvrtfinále: 1983/84, 1998/99
- FA Vase
  - Vítěz: 1996/97

## Umístění v jednotlivých sezonách
Stručný přehled
Zdroj: 
- 1926–1982: Northern Football League
- 1982–1997: Northern Football League (Division One)
- 1997–1998: Northern Premier League (Division One)
- 1998– : Northern Premier League (Premier Division)

Jednotlivé ročníky
Zdroj: 
Legenda: Z - zápasy, V - výhry, R - remízy, P - porážky, VG - vstřelené góly, OG - obdržené góly, +/- - rozdíl skóre, B - body, červené podbarvení - sestup, zelené podbarvení - postup, fialové podbarvení - reorganizace, změna skupiny či soutěže
| Sezóny  | Liga                                       | Úroveň | Z  | V  | R  | P  | VG | OG | +/- | B  | Pozice |
| ------- | ------------------------------------------ | ------ | -- | -- | -- | -- | -- | -- | --- | -- | ------ |
| 2009/10 | Northern Premier League (Premier Division) | 7      | 38 | 12 | 10 | 16 | 56 | 62 | -6  | 46 | 14.    |
| 2010/11 | Northern Premier League (Premier Division) | 7      | 42 | 14 | 9  | 19 | 58 | 77 | -19 | 51 | 16.    |
| 2011/12 | Northern Premier League (Premier Division) | 7      | 42 | 12 | 11 | 19 | 57 | 80 | -23 | 47 | 17.    |
| 2012/13 | Northern Premier League (Premier Division) | 7      | 42 | 16 | 9  | 17 | 68 | 72 | -4  | 57 | 13.    |
| 2013/14 | Northern Premier League (Premier Division) | 7      | 46 | 18 | 16 | 12 | 82 | 64 | +18 | 70 | 9.     |
| 2014/15 | Northern Premier League (Premier Division) | 7      | 46 | 14 | 16 | 16 | 56 | 63 | -7  | 58 | 13.    |
| 2015/16 | Northern Premier League (Premier Division) | 7      | 46 | 12 | 11 | 23 | 60 | 79 | -19 | 47 | 19.    |
| 2016/17 | Northern Premier League (Premier Division) | 7      | 46 | 23 | 10 | 13 | 63 | 56 | +7  | 79 | 6.     |
| 2017/18 | Northern Premier League (Premier Division) | 7      | 46 | 12 | 14 | 20 | 60 | 82 | -22 | 50 | 21.    |
| 2018/19 | Northern Premier League (Premier Division) | 7      | 42 |    |    |    |    |    |     |    |        |